# Corriere della Sera
Corriere della Sera (hr. Večernji kurir, kratko Corriere) su talijanske  dnevne novine. Izdaje ih izdavačka grupa RCS MediaGroup (Rizzoli Corriere della Sera (RCS MediaGroup)) sa sjedištem u Milanu s različitim lokalnim i tjednim dodacima. Prosječna dnevna naklada je preko 800.000 primjeraka, i računa se da ih dnevno čita oko 2,5 milijuna osoba.
Novine je 5. ožujka 1876. pokrenuo Eugenio Torelli Viollier, a kasnije pod upravom Luigija Albertinija i njegovog brata Alberta u periodu između 1910. i 1930. postaju najutjecajnije i najprodavanije talijanske dnevne novine. Dobitnici su mnogobrojnih nagrada, između ostalog 2003. European Newspaper Award. Najpoznatije konkurentske novine su torinska La Stampa i rimska La Repubblica. 
Uredništvo u Milanu nalazi se u istim prostorijama kao i početkom 20. stoljeća, zbog čega se Corriere zbog svoje adrese nekada nazivaju i  Via Solferino-novine. Iz samog naslova novina može se zaključiti da su prvo izlazile kao večernje novine. 
Bivši izdavač je 2006. izjavio da je Corriere della Sera za parlamentne izbore u Italiji 2006. službeno bio na strani koalicije lijevog centra (L’Unione).

## Poveznice
- Corriere dei Piccoli, dječji strip časopis koji je počeo kao podlistak Corriere della Sera

## Vanjske poveznice
- www.corriere.it/ Službene stranice